# Earl of Strafford

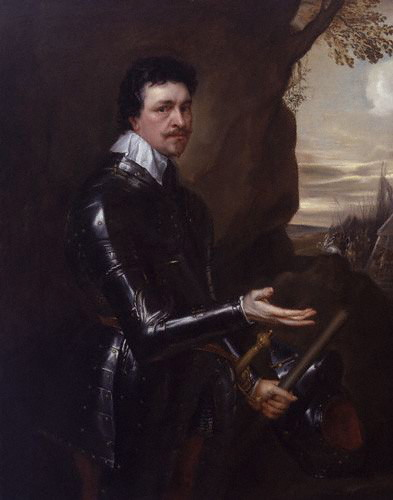
Thomas Wentworth, 1. Earl of Strafford (erster Verleihung)

Earl of Strafford ist ein erblicher britischer Adelstitel, der je einmal in der Peerage of England, der Peerage of Great Britain und der Peerage of the United Kingdom verliehen wurde.

## Verleihungen
Der Titel wurde erstmals am 12. Januar 1640 in der Peerage of England an Thomas Wentworth, 1. Viscount Wentworth verliehen, zusammen mit dem nachgeordneten Titel Baron Raby. Bereits am 22. Juli 1628 war er zum Baron Wentworth, of Wentworth-Woodhouse, sowie zum Baron of Newmarch and Oversley, und am 13. Dezember 1628 zum Viscount Wentworth erhoben worden. 1641 wurde er wegen Hochverrats hingerichtet und ihm seine Titel aberkannt. 1662 erwirkte sein Sohn die Wiederherstellung der Titel als 2. Earl. Bei dessen Tod am 16. Oktober 1695 erloschen alle seine Adelstitel mit Ausnahme der Baronie Raby, die an seinen Neffen 2. Grades, Thomas Wentworth, als 3. Baron fiel.
Ebendiesem 3. Baron Raby wurde der Earlstitel am 29. Juni 1711 in der Peerage of Great Britain neu geschaffen, zusammen mit dem nachgeordneten Titel Viscount Wentworth, of Wentworth Woodhouse and of Stainborough in the County of York. Beim Tod seines Neffen, des 3. Earls, am 7. August 1799 erloschen schließlich alle drei Titel.
In dritter Verleihung wurde der Titel am 18. September 1847 in der Peerage of the United Kingdom an John Byng, 1. Baron of Strafford verliehen, zusammen mit dem nachgeordneten Titel Viscount Enfield, of Enfield in the County of Middlesex. Er war bereits am 12. Mai 1835 zum Baron Strafford, of Harmondsworth in the County of Middlesex, erhoben worden. Heutiger Titelinhaber ist seit 2016 William Byng als 9. Earl.

## Liste der Earls of Strafford

Wappen der Earls of Strafford (erster und zweiter Verleihung)

### Earls of Strafford, erste Verleihung (1640)
- Thomas Wentworth, 1. Earl of Strafford (1593–1641) (Titel verwirkt 1641)
- William Wentworth, 2. Earl of Strafford (1626–1695) (Titel wiederhergestellt 1662)

### Earls of Strafford, zweite Verleihung (1711)
- Thomas Wentworth, 1. Earl of Strafford (1672–1739)
- William Wentworth, 2. Earl of Strafford (1722–1791)
- Frederick Wentworth, 3. Earl of Strafford (1732–1799)

### Earls of Strafford, dritte Verleihung (1847)

Wappen der Earls of Strafford (dritter Verleihung)

- John Byng, 1. Earl of Strafford (1772–1860)
- George Byng, 2. Earl of Strafford (1806–1886)
- George Byng, 3. Earl of Strafford (1830–1898)
- Henry Byng, 4. Earl of Strafford (1831–1899)
- Francis Byng, 5. Earl of Strafford (1835–1918)
- Edmund Byng, 6. Earl of Strafford (1861–1951)
- Robert Byng, 7. Earl of Strafford (1904–1984)
- Thomas Byng, 8. Earl of Strafford (1936–2016)
- William Byng, 9. Earl of Strafford (* 1964)

Voraussichtlicher Titelerbe (Heir apparent) ist der Sohn des aktuellen Titelinhabers Samuel Peter Byng, Viscount Enfield (1998).